# Scaptomyza devexa
Scaptomyza devexa är en tvåvingeart som beskrevs av Hardy 1965. Scaptomyza devexa ingår i släktet Scaptomyza och familjen daggflugor. Inga underarter finns listade i Catalogue of Life.